# سیستم ثبت معبد
سیستم ثبت معبد (به ژاپنی: 寺請制度 てらうけせいど)، به‌طور خاص، این سیستمی است که در آن همه مردم مجبور می‌شوند عضوی از یک معبد شوند و باید کارت شناسایی به نام تراکیوشومون 寺請証文 از معبد دریافت کنند. سیستم ثبت معبد توسط شوگون‌سالاری ادو به عنوان بخشی از کنترل مذهبی آن تأسیس شد. این سیستم عموم مردم را ملزم می‌کرد که گواهی معبد دریافت کنند و معبد گواهی دهد که آنها مسیحی نیستند. از آنجا که مردم عادی ناگزیر به پیروان معابدی تبدیل می‌شدند که تِرَکاشی دریافت می‌کردند، این سیستم همچنین سیستم دانکا یا سیستم تِرَکاشی نامیده می‌شود، اما به‌طور دقیق، سیستم دانکا و سیستم تِرَکاشی متفاوت هستند (برای جزئیات بیشتر، به سیستم دانکا مراجعه کنید).
هدف این سیستم کشف و حذف مسیحیت یا فرقه فوجو-فوسه en:Fuju-fuse «نه دریافت کن، نه بده» بود که فرقه‌های بدعت‌گذار (جاشومون) محسوب می‌شدند، اما در انجام نظرسنجی‌های ساکنان، مانند ثبت فرقه مذهبی ja:宗門人別改帳، نیز نقش داشت.